# 압록강역
압록강역(鴨綠江驛)은 조선민주주의인민공화국 평안북도 삭주군에 위치한 철도역이다. 과거에는 수풍호안역(水豊湖岸驛)이라고 불렸으며, 1940년 9월 30일에 개업되었다.